# Zamek Valtice
Zamek Valtice (cz. Zámek Valtice) – zamek położony w morawskim mieście Valtice, w powiecie Brzecław, w Czechach.
Zamek, jako część krajobrazu kulturowego Lednice-Valtice, został w 1996 roku wpisany na Listę Światowego Dziedzictwa UNESCO.

## Historia
Pierwsza wzmianka pisemna o Valtice (ówcześnie Veldesperch) pochodzi z 10 stycznia 1193 roku, kiedy cesarz Henryk VI Hohenstauf zatwierdził przekazanie osady między biskupem Pasawy Wolfgerem a Wichardem z Seefeld. Już wcześniej istniał tam warowny gród, prawdopodobnie z glinianymi i drewnianymi umocnieniami. Ród Seefeldów, związany z dworem austriackich książąt, przebudował zamek w stylu późnoromańskim. Turnieje rycerskie w Valticach wspomina Ulrich z Liechtensteinu.
W XIV wieku Valtice przechodziły kolejno w ręce Rauhensteinów, Kuenringów i Pottendorfów, aż w latach 1387–1391 zostały scalone przez ród Liechtensteinów, który utrzymał je do 1945 roku. W czasach Hartmana I (1506–1540) miasto podniosło się po zniszczeniach wojen husyckich i konfliktów za panowania Jerzego z Podiebradów i Macieja Korwina. Po utracie dóbr wokół Mikulova (1560), zamek został przebudowany w stylu renesansowym.

## Architektura i przebudowy
Za panowania Karola I (1595–1627), który przeszedł na katolicyzm i został księciem oraz namiestnikiem Czech, rezydencję rozbudowano z udziałem architektów dworu cesarskiego w Wiedniu. W kolejnych dekadach barokową przebudowę prowadzili m.in. Giovanni Giacomo Tencalla, Ondřej i Jan Baptist Erna, Anton Johann Ospel, a także Antonio Beduzzi i Franz Biener. Powstały m.in. ujeżdżalnia, stajnie, oficyny oraz bogato dekorowane wnętrza pałacowe.
W XVIII wieku ukończono przebudowę rezydencji, założono park i przekształcono Valtice w letnią siedzibę książąt Liechtenstein. W XIX wieku, za czasów Jana I Józefa i architekta Karla Weinbrennera, powstała m.in. Sala Terrena. Mylnie przypisywano ją kiedyś Fischerowi von Erlachowi. Park ma powierzchnię 14,6 ha, rosną w nim 22 rodzaje drzew iglastych i 63 rodzaje drzew liściastych.

## Okres powojenny i współczesność
Po zakończeniu II wojny światowej zamek został zdewastowany przez Armię Czerwoną i władze komunistyczne. Wykorzystywano go jako magazyn, warsztat i przestrzeń produkcyjną. W latach 70. XX wieku rozpoczęto stopniową renowację. W latach 2014–2015 odrestaurowano ujeżdżalnię, a dzięki środkom UE odbudowano barokowy teatr. W 2016 udostępniono prywatne apartamenty książąt Liechtenstein oraz kolekcję teatralną Muzeum Morawskiego.

## Galeria

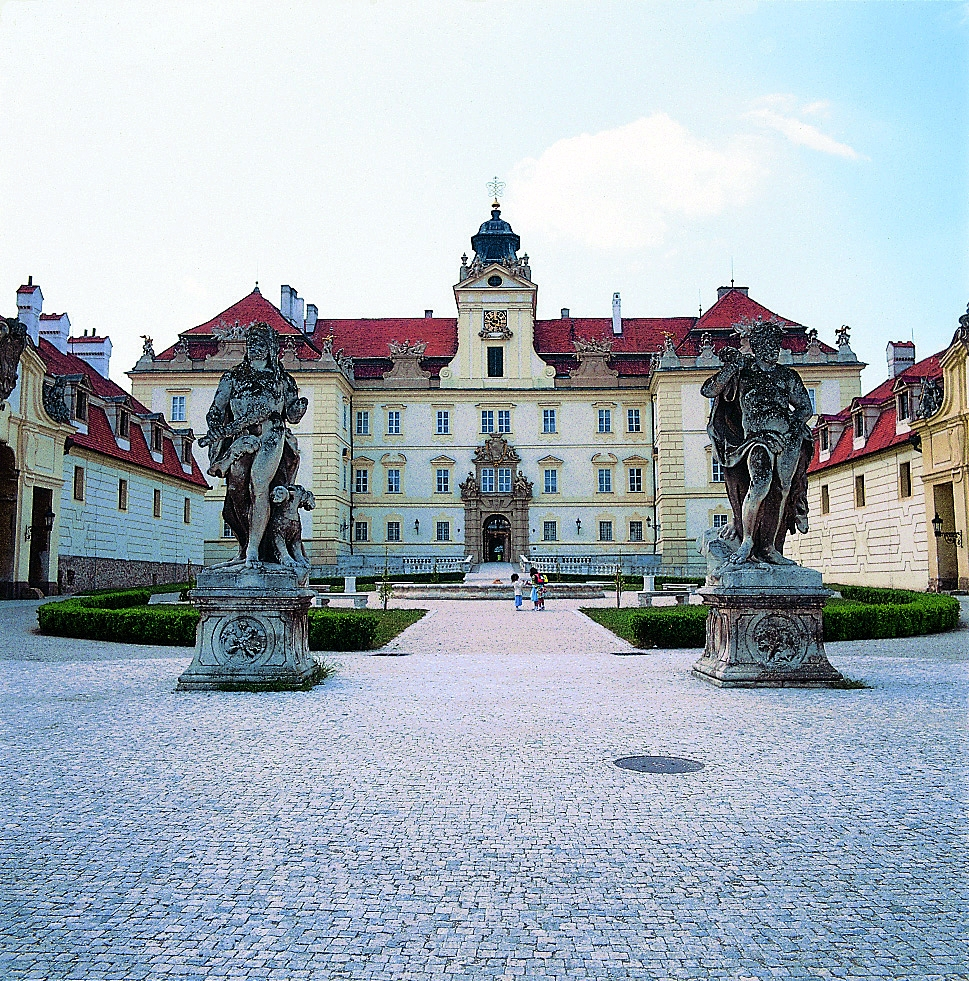
Zamek Valtice
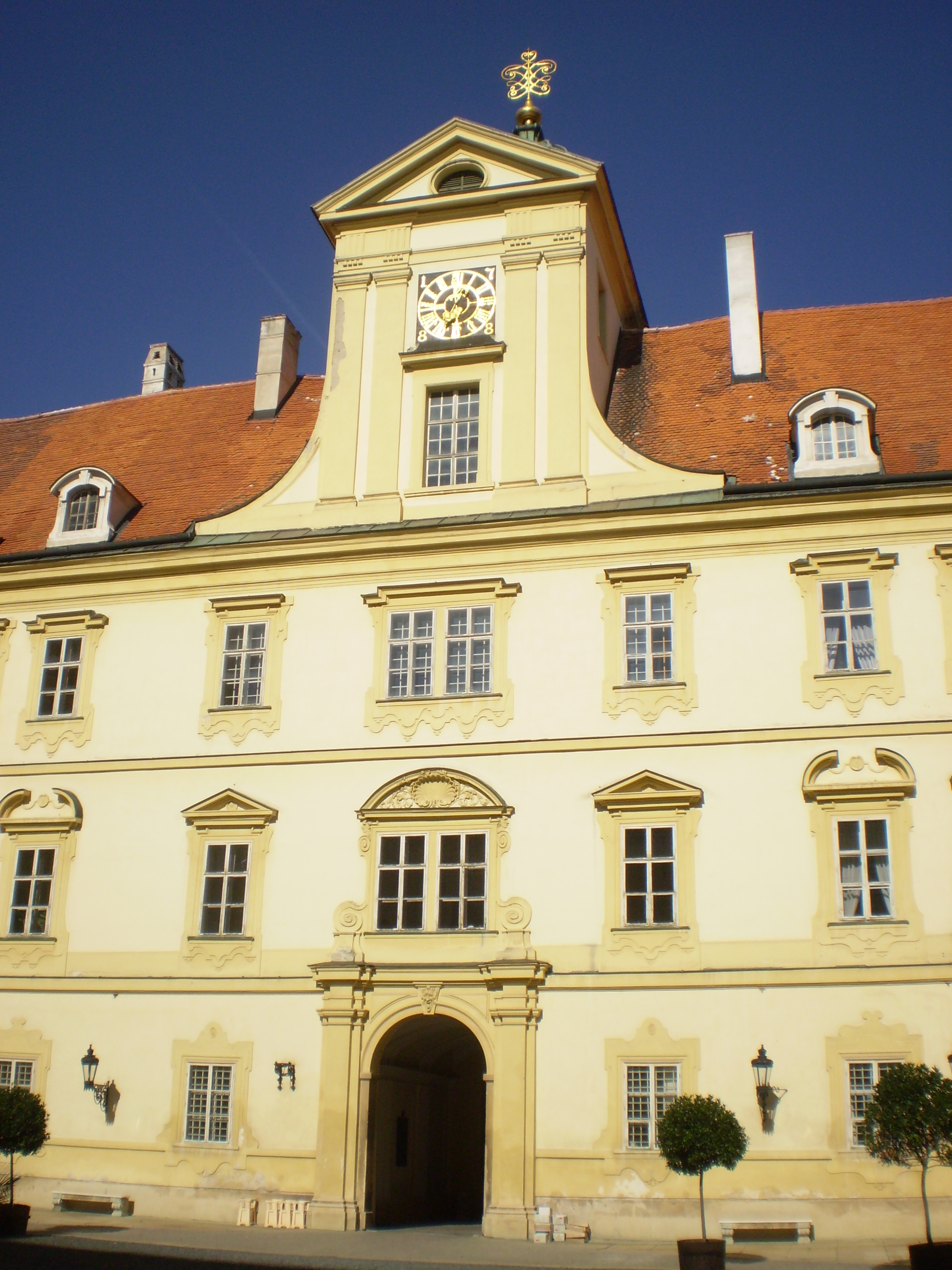
Główny portal zamku
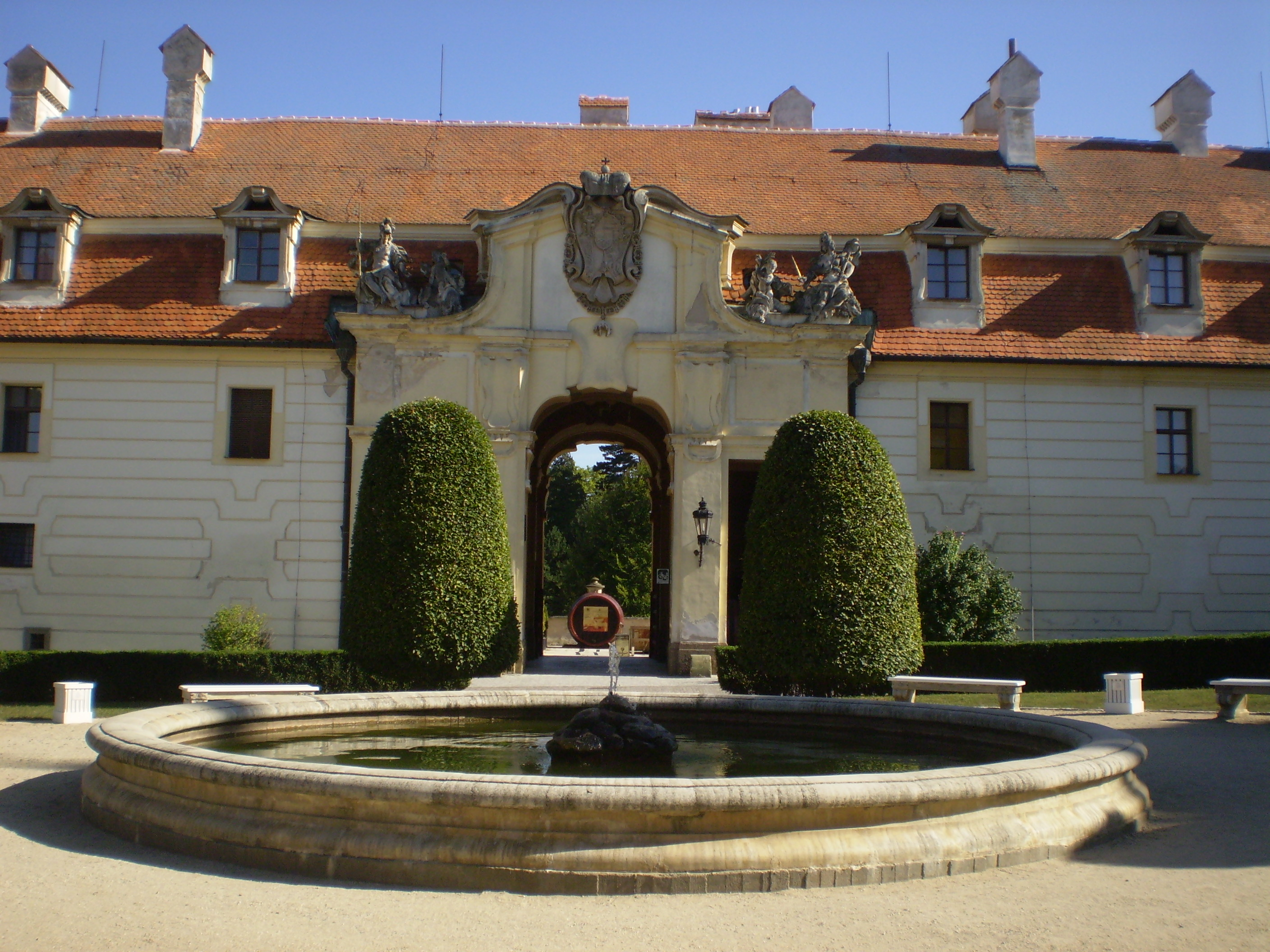
Fontanna na dziedzińcu
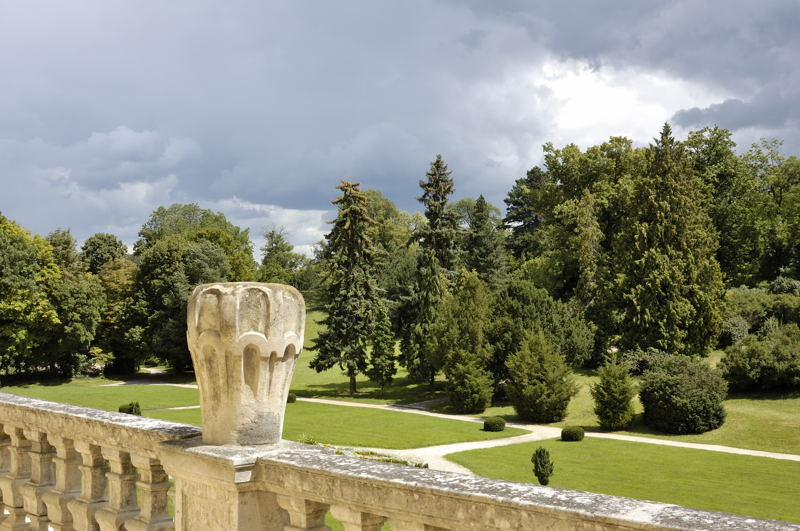
Widok na park zamkowy
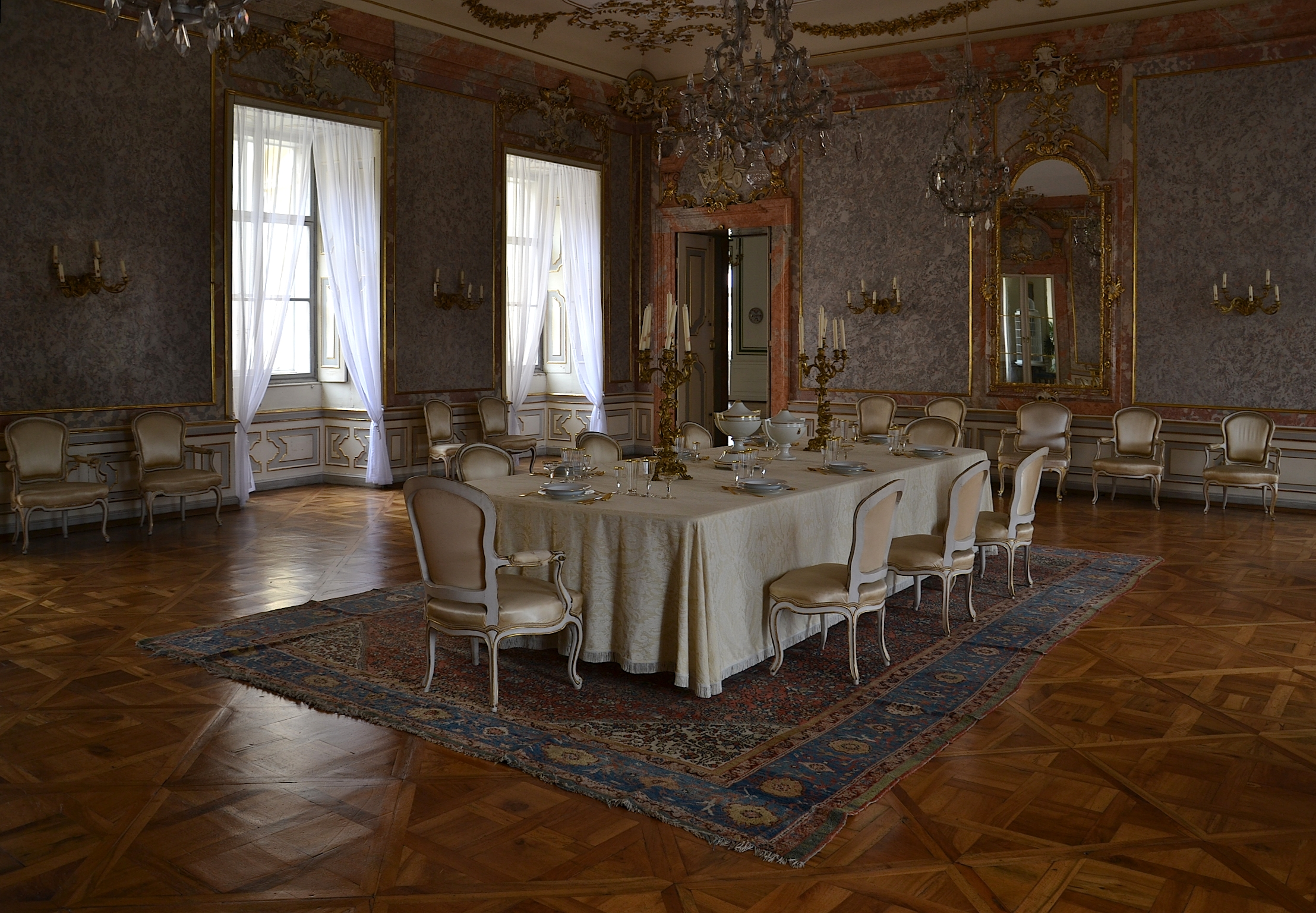
Jadalnia zw zamku
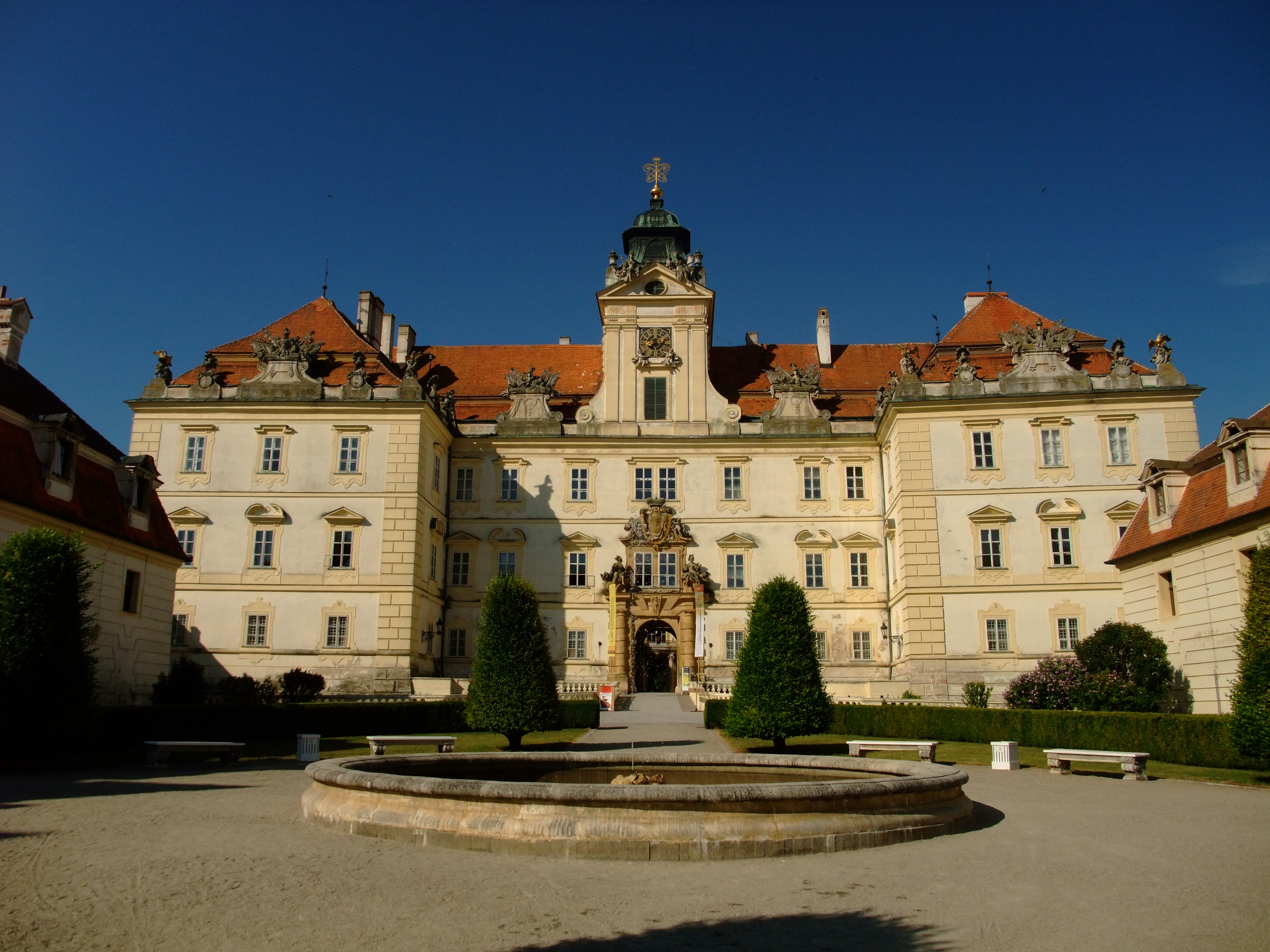
Fontanna przed zamkiem